# KEGG
KEGG (Kyoto Encyclopedia of Genes and Genomes) désigne un ensemble de bases de données relatives aux génomes, aux voies métaboliques et aux composés biochimiques. Il a été lancé avec le programme japonais du génome humain en 1995, et est vu comme une « représentation informatique » des systèmes biologiques. Ses cinq bases de données peuvent être utilisées pour des modélisations et des simulations, ou pour rechercher et consulter des données :
- KEGG Atlas
- KEGG Pathway
- KEGG Genes
- KEGG Ligand
- KEGG BRITE

En accès libre à l'origine et financée à ses débuts par le MEXT (Ministère), KEGG est devenu payant en juillet 2011. La base avait été développée par le professeur Minoru Kanehisa, qui avait travaillé dans les années 1980 sur la base GenBank aux États-Unis, au sein du laboratoire Kanehisa de l'Université de Kyoto, en collaboration avec l'Université de Tokyo. La base fut ensuite financée pendant dix ans par la BIRD (Institute for Bioinformatics Research and Development), un organisme ressortant de la Japan Science and Technology Agency, puis par l'association NPO Bioinformatics Japan.